# Treillières

Treillières este o comună în departamentul Loire-Atlantique, Franța. În 2009 avea o populație de 7,695 de locuitori.